# Tove Lindbo Larsen
Pour les articles homonymes, voir Larsen.
Tove Lindbo Larsen, née le 25 décembre 1928 à Copenhague (Danemark) et morte le 29 septembre 2018, est une femme politique danoise, membre des Sociaux-démocrates, ancienne ministre et ancienne députée au Parlement (le Folketing).

### Sources
- (da) Cet article est partiellement ou en totalité issu de l’article de Wikipédia en danois intitulé « Tove Lindbo Larsen » (voir la liste des auteurs).